# Oswald Avery

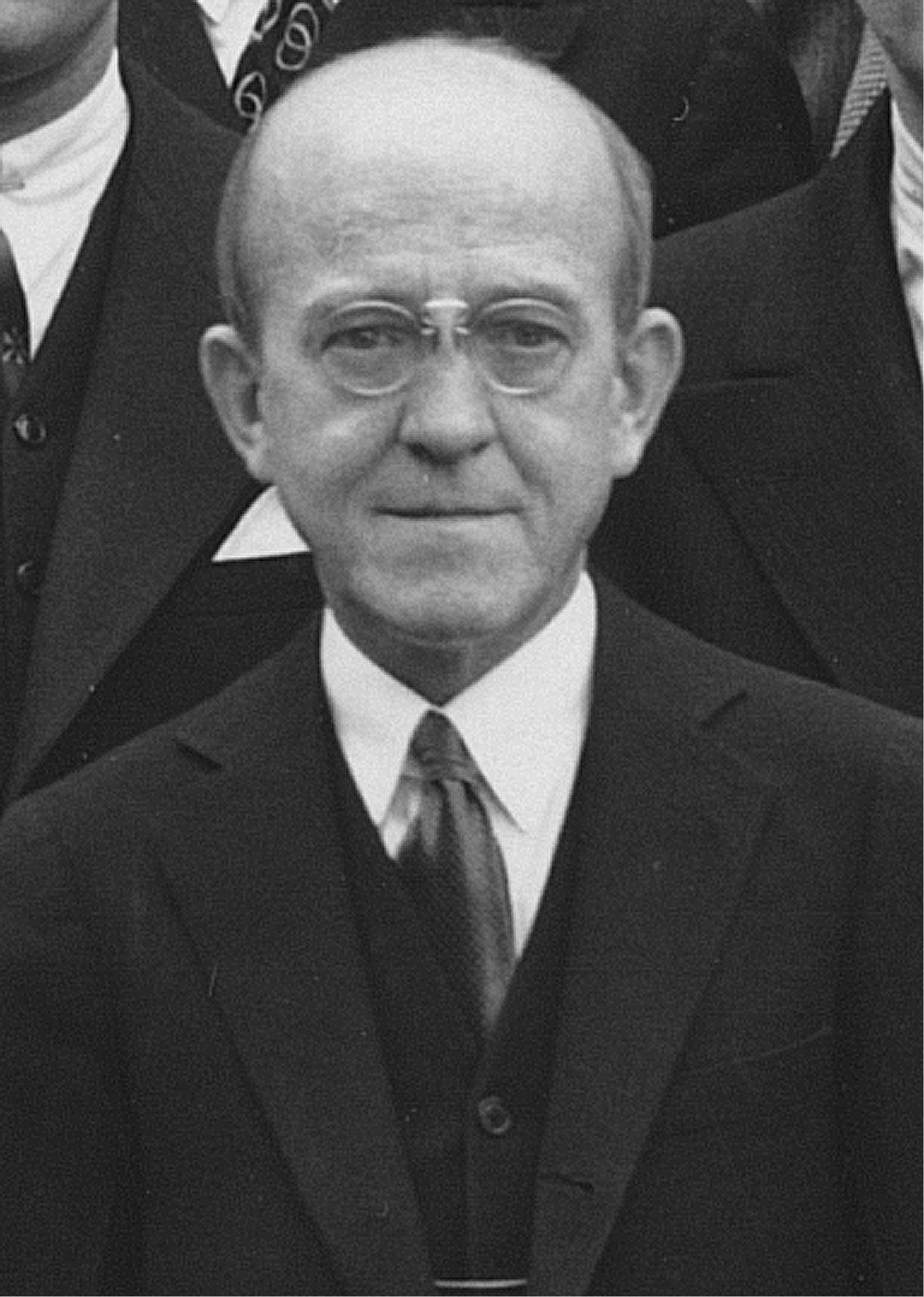
Oswald Avery (1937)

Oswald Theodore Avery (* 21. Oktober 1877 in Halifax, Nova Scotia; † 2. Februar 1955 in Nashville, Tennessee) war ein kanadischer Mediziner.
Er promovierte 1904 an der Columbia University in New York City. Nach einer Phase als praktizierender Arzt war Avery 1913–1947 am Rockefeller Institute of Medical Research wissenschaftlich tätig. Dort konnte er 1944 in Zusammenarbeit mit Colin MacLeod und Maclyn McCarty mit Hilfe eines Experiments an Pneumokokken ein erstes starkes Indiz dafür erbringen, dass die DNA und nicht, wie man bis dahin annahm, Proteine Träger der Erbinformation sind. Die drei Forscher begründeten damit die moderne Molekulargenetik.
Zwischen 1932 und 1957 wurde Avery 38-mal für einen Nobelpreis nominiert, hat ihn aber nie erhalten.

## Der Hintergrund
Vor Averys Versuch war unklar, welche Substanzklasse Träger der Erbinformation ist. Allgemein wurden Proteine favorisiert, da diese in der Zelle allgegenwärtig und an allen Stoffwechselfunktionen beteiligt sind. Die ebenfalls in großen Mengen in den Chromosomen vorhandene DNA erschien als Erbsubstanz weniger geeignet, da sie aus nur vier verschiedenen Nukleotiden besteht (Proteine hingegen aus 20 Aminosäuren), die zudem in gleichen Anteilen vorhanden zu sein schienen, und ihre komplexe Struktur (Doppelhelix) noch nicht bekannt war.

## Der Versuch

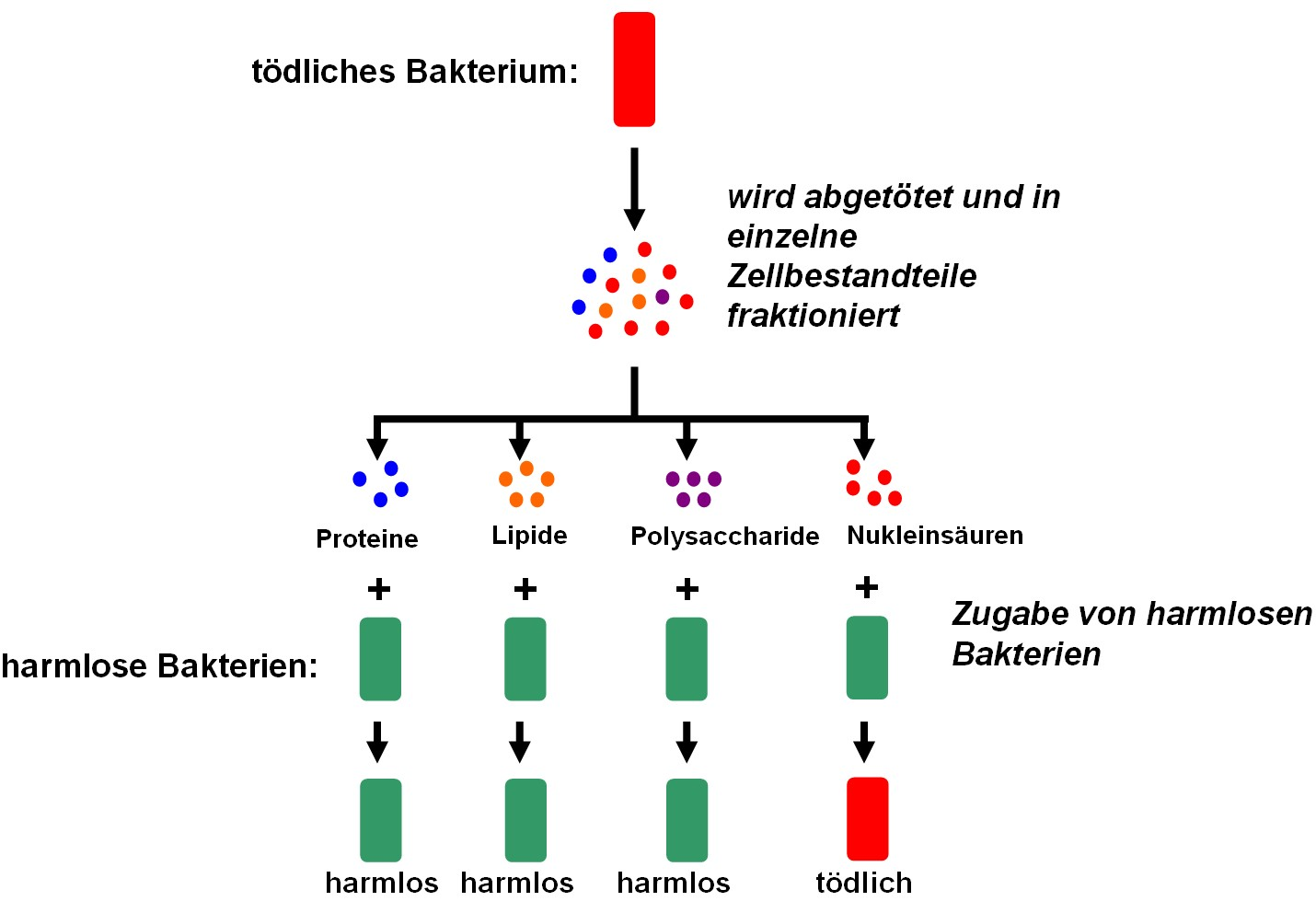
Schema des Versuchs zum "transformierenden Prinzip"

Der Versuch Averys fand 1944 an Pneumokokken (bakteriellen Erregern der Lungenentzündung) statt. Er basierte auf Versuchen, die Frederick Griffith 1928 beschrieb. Griffith arbeitete mit zwei Stämmen von Pneumokokken, dem virulenten S-Stamm, welcher über eine schützende Schleimkapsel verfügt, die der Bakterienkolonie ein glattes, glänzendes Aussehen verleiht und die deshalb smooth (S) genannt wurde, sowie dem nonvirulenten R-Stamm (R36A), Bakterien ohne Schleimkapsel und daher mit rauer Oberfläche, die rough (R) bezeichnet wurden. Griffith injizierte drei Gruppen von Mäusen unterschiedliche Extrakte: der ersten eine lebendige R-Stamm-Kultur, der zweiten durch Hitze getöteten S-Pneumokokken und der dritten beide Extrakte zusammen. Die erste und zweite Gruppe erkrankten nicht an Lungenentzündung. Die Mäuse der dritten Gruppe aber erkrankten und starben. Eine Kultur des Herzblutes dieser Mäuse zeigte wieder lebendige S-Stamm-Pneumokokken. Dadurch nahm Griffith an, dass die abgetöteten S-Pneumokokken eine transformierende Substanz enthielten,
die den R-Typ in den S-Typ umwandeln kann.
Dawson und Sia konnten diese Transformation in vitro durchführen und die transformierende Substanz in einem Reagenzglas bereitstellen. Alloway führte diese Transformation mit einer wässrigen Lösung eines Zellextrakts durch.
Avery und seine Mitarbeiter Colin MacLeod und Maclyn McCarty an der Rockefeller-Universität (damals Rockefeller Institut) in New York wollten nun die chemische Beschaffenheit der transformierenden Substanz (Transforming Principle) aufklären. Dazu verfeinerten sie das Reinigungsverfahren, bis sie als Ergebnis einen Zellextrakt erhielten, dessen Mengenanteile an Kohlenstoff, Wasserstoff, Stickstoff und Phosphor denen von DNA entsprachen. Um sicherzustellen, dass die Transformation nicht durch Reste von RNA oder Proteinen induziert wurde, behandelten sie den Zellextrakt vor der Transformation mit unterschiedlichen Enzymen. Eines dieser Enzyme hatte eine, von Greenstein 1940 beschriebene, Desoxyribonucleodepolymerase-Aktivität. Nur diese neutralisierte die Transformationsaktivität des Extraktes, während Trypsin, Chymotrypsin (zwei Protein-spaltende Enzyme), Ribonuklease, Protein-Phosphatasen und Esterase ohne Wirkung bezüglich Transformationsaktivität blieben. Sie konnten ferner zeigen, dass alle Nachkommen die S-Eigenschaften vererbt bekommen und dass die Wiederholung des Experiments mit Extrakten aus diesen Nachkommen zu gleichen Ergebnissen führte.

### Interpretation
Dieser Versuch zeigt, dass die genetische Information auf der DNA liegen muss, da die R-Zellen eine Information von den S-Zellen brauchten, damit sie eine Schleimkapsel ausbilden, sprich zu S-Zellen werden können. Und nur die DNA ermöglichte es, R- zu S-Zellen zu transformieren. Beim Gegenbeispiel mit einem Enzym wurde noch deutlicher, dass die genetische Information in der DNA liegen muss, da sich bei Zugabe einer DNAse nur R-Zellen entwickeln, weil die DNA durch das Enzym abgebaut wurde.

## Mitgliedschaft und Ehrungen
1933 wurde Avery in die National Academy of Sciences, 1936 in die American Academy of Arts and Sciences gewählt. 1945 erhielt er die George M. Kober Medal. 2004 wurde er postum in die Canadian Medical Hall of Fame aufgenommen.
Der Mondkrater Avery ist nach ihm benannt.

## Publikationen
- mit René Dubos: The specific action of a bacterial enzyme on pneumococci of Type III. In: Science. 72, 1930, S. 151-152, PMID 17838541.
- mit Colin M. MacLeod, Maclyn McCarty: Studies on the chemical nature of the substance inducing transformation of pneumococcal types. Induction of transformation by a desoxyribonucleic acid fraction isolated from pneumococcus type III. In: Journal of Experimental Medicine. Band 79, Nr. 2, 1944, S. 137–158, PMID 19871359.
- mit Maclyn McCarty: Studies on the chemical nature of the substance inducing transformation of pneumococcal types. II. Effect of Desoxyribonuclease on the biological activity of the transforming substance. In: Journal of Experimental Medicine. Band 83, Nr. 2, 1946, S. 89–96, PMID 19871520.